# Prognathodes basabei
Prognathodes basabei là một loài cá biển thuộc chi Prognathodes trong họ Cá bướm. Loài này được mô tả lần đầu tiên vào năm 2016.

## Từ nguyên
Từ định danh basabei được đặt theo tên của Peter K. Basabe, một thợ lặn lâu năm, người thu thập cá cảnh và là cư dân trên đảo Hawaii, cũng là người đã thu thập mẫu vật đầu tiên của loài cá này vào năm 1998.

## Phạm vi phân bố và môi trường sống

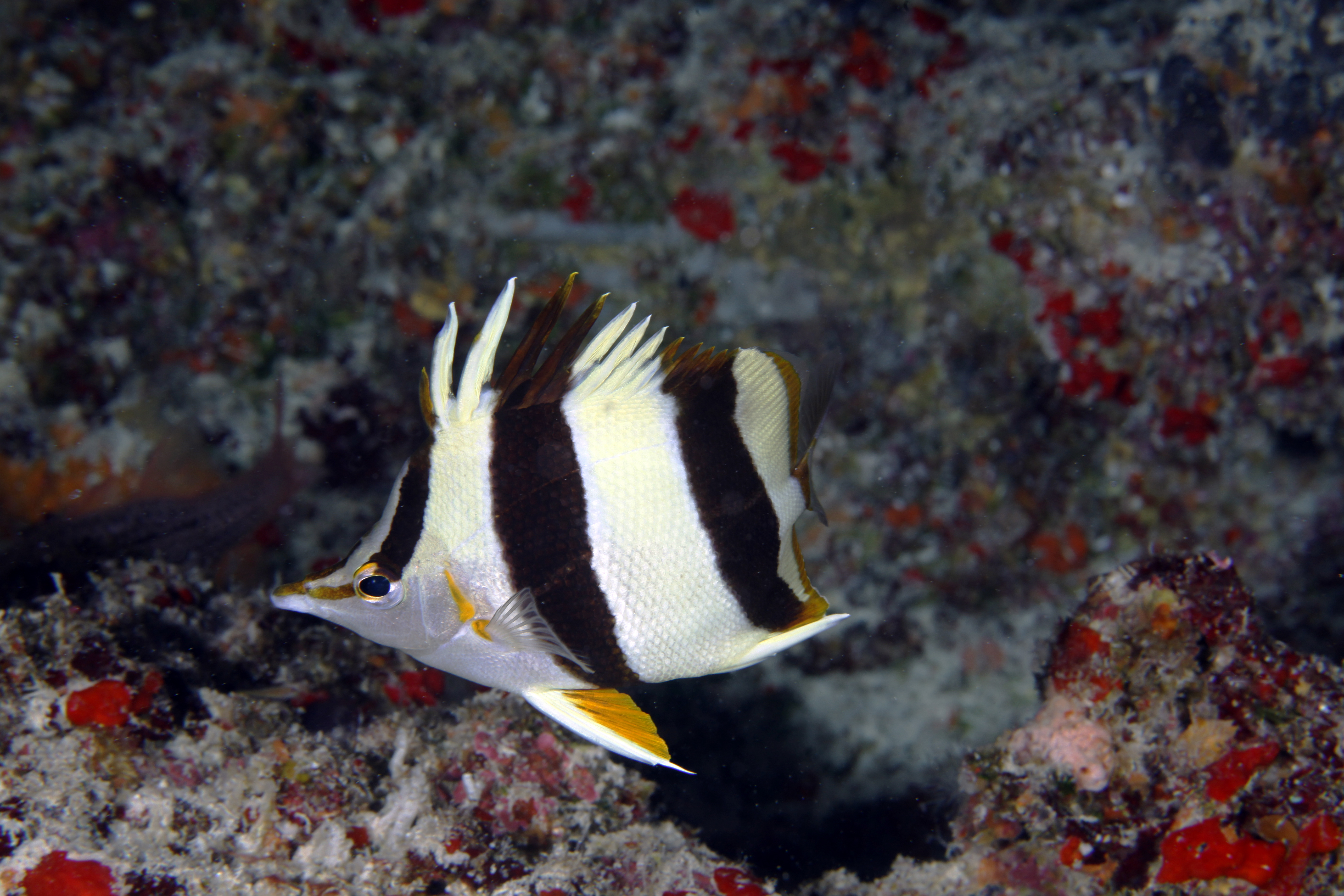
P. basabei

Quần thể từng bị nhầm lẫn với Prognathodes guezei ở quần đảo Hawaii đã được công nhận là một loài hợp lệ, tức P. basabei. Đây cũng là một loài đặc hữu của Hawaii và được tìm thấy ở độ sâu khoảng 45–187 m. P. basabei sinh sống tập trung ở những khu vực có nền đá bazan, xung quanh các gờ đá vôi hoặc trong hang.
Bên cạnh đó, Prognathodes geminus, một loài cũng có kiểu hình tương đồng với hai loài kể trên tại Palau đã được mô tả vào năm 2019.

## Mô tả

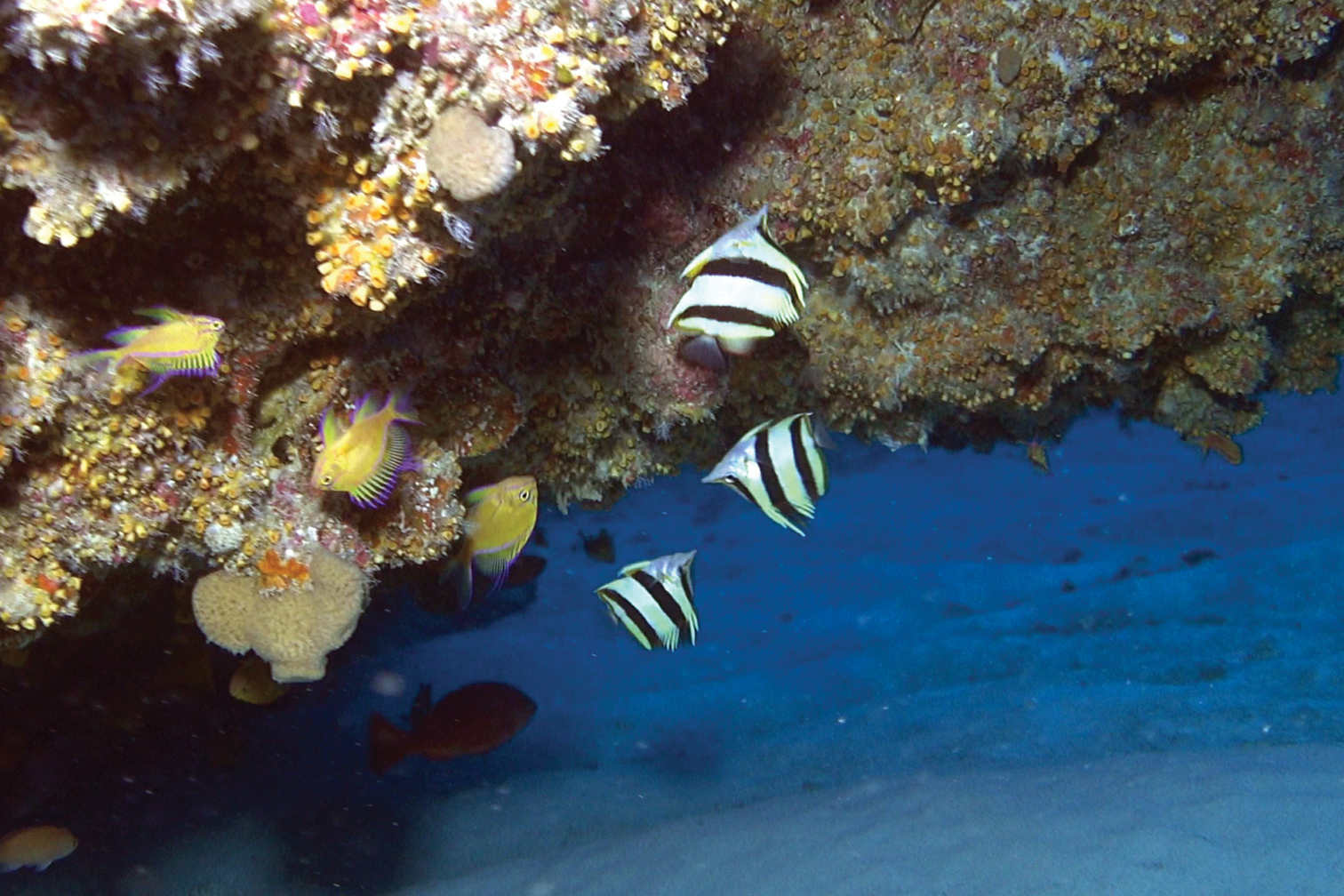
Một nhóm P. basabei bơi ngược dưới một gờ đá

Chiều dài lớn nhất được ghi nhận ở P. basabei là 13 cm. P. basabei có màu vàng nhạt và trắng dần về phía bụng (có khi trắng hoàn toàn) với hai dải sọc đen ở bên thân từ các tia gai vây lưng kéo dài xuống bụng và vây hậu môn. Một dải đen khác từ gốc vây lưng trước băng chéo xuống mắt, chuyển thành màu nâu nhạt từ mắt đến mõm. Vây bụng (trừ gai có màu trắng), dải viền ở sau vây lưng và vây hậu môn có màu cam sẫm (vàng hơn ở P. guezei nhưng đều không sẫm nâu như P. geminus). Giữa các dải đen có các vệt màu vàng nhạt và mờ (rõ hơn ở P. guezei và không có ở P. geminus).
Số gai ở vây lưng: 12–13; Số tia vây ở vây lưng: 21–22; Số gai ở vây hậu môn: 3; Số tia vây ở vây hậu môn: 16–17; Số tia vây ở vây ngực: 15–16; Số gai ở vây bụng: 1; Số tia vây ở vây bụng: 5.

## Sinh thái học
Thức ăn của P. basabei có thể là một số loài thủy sinh không xương sống nhỏ. Chúng thường bơi lộn ngược trên trần các hang động và gờ đá.